# Un matrimonio da sogno
Un matrimonio da sogno (Marrying Mr. Darcy) è un film per la televisione del 2018 diretto da Steven R. Monroe.

## Distribuzione
Il film è stato distribuito nel 2018.